# Clásica San Sebastián 2008
De Clásica San Sebastián 2008 was de 28e editie van de Clásica San Sebastián en werd verreden op 2 augustus. De Spanjaard Alejandro Valverde van Caisse d'Epargne won de koers door in de eindsprint de Rus Aleksandr Kolobnev van Team CSC Saxo Bank en de Italiaan Davide Rebellin van Team Gerolsteiner te verslaan. De drie zaten in een kopgroep van 15 renners. Rebellin probeerde meerdere malen te demarreren, maar zonder succes. Slechts 46 renners bereikten de eindstreep.

## Uitslag
| Clásica San Sebastián 2008 (225 kilometer) |                     |                                  |          |
| Plaats                                     | Naam                | Ploeg                            | Tijd     |
| Winnaar                                    | Alejandro Valverde  | Caisse d'Epargne                 | 5u29'10" |
| 2                                          | Aleksandr Kolobnev  | Team CSC Saxo Bank               | z.t.     |
| 3                                          | Davide Rebellin     | Team Gerolsteiner                | z.t.     |
| 4                                          | Paolo Bettini       | Quick Step                       | z.t.     |
| 5                                          | Franco Pellizotti   | Liquigas                         | +00' 36" |
| 6                                          | Denis Mensjov       | Rabobank                         | z.t.     |
| 7                                          | Samuel Sánchez      | Euskaltel-Euskadi                | z.t.     |
| 8                                          | Stéphane Goubert    | Ag2r-La Mondiale                 | z.t.     |
| 9                                          | Haimar Zubeldia     | Euskaltel-Euskadi                | z.t.     |
| 10                                         | David Moncoutié     | Cofidis, Le crédit par Téléphone | z.t.     |
|                                            |                     |                                  |          |
| 31                                         | Jurgen Van De Walle | Quick Step                       | + 08'35" |

1981 · 1982 · 1983 · 1984 · 1985 · 1986 · 1987 · 1988 · 1989 · 1990 · 1991 · 1992 · 1993 · 1994 · 1995 · 1996 · 1997 · 1998 · 1999 · 2000 · 2001 · 2002 · 2003 · 2004 · 2005 · 2006 · 2007 · 2008 · 2009 · 2010 · 2011 · 2012 · 2013 · 2014 · 2015 · 2016 · 2017 · 2018 · 2019 · 2020 · 2021 · 2022 · 2023 · 2024
 Tour Down Under · 
 Ronde van Vlaanderen · 
 Ronde van het Baskenland · 
 Gent-Wevelgem · 
 Amstel Gold Race · 
 Ronde van Romandië · 
 Ronde van Catalonië · 
 Dauphiné Libéré · 
 Ronde van Zwitserland · 
 Ploegentijdrit Eindhoven · 
 Clásica San Sebastián · 
  Eneco Tour · 
 GP Ouest France-Plouay · 
 Ronde van Duitsland · 
 Vattenfall Cyclassics · 
 Ronde van Polen